# José Mateus dos Reis
José Mateus dos Reis era um dos proprietários da Fazenda Palmeiras, localizada dentro da área onde hoje é a cidade de Ribeirão Preto, em São Paulo.
Em 2 de novembro de 1845 realizou a primeira doação de terras que formaria o município no valor de 40 mil réis e, em troca, cobrou a construção de uma capela para homenagear São Sebastião das Palmeiras. Neste mesmo dia foi celebrada uma missa campal pelo vigário de São Simão e erguido um cruzeiro de madeira.
As terras doadas por José Mateus passariam a pertencer ao santo e o dízimo pago pelos fiéis para a manutenção da Igreja e dos serviços paroquiais era destinado legalmente ao santo e gerido pelo chamado “Fabriqueiro”, responsável pela administração dos bens do santo. Todavia, esta iniciativa de José Mateus dos Reis não obteve êxito, pois os termos de sua doação não atendiam às condições exigidas pela Câmara Episcopal.
Mas a partir desta atitude outros fazendeiros seguiram seu exemplo até que, em 19 de junho de 1856, fundou-se, oficialmente, o povoado de São Sebastião de Retiro, que mais tarde seria a cidade de Ribeirão Preto.